# جمعية ليسوتو الوطنية
جمعية ليسوتو الوطنية (بالإنجليزية: National Assembly )‏ هي الهيئة التشريعية في ليسوتو، وتتكون من 120 مقعداً، وهي المجلس الأدنى في برلمان ليسوتو.

## طالع أيضًا
- برلمان ليسوتو